# How Low
How Low è un singolo del rapper statunitense Ludacris, pubblicato nel 2009 ed estratto dall'album Battle of the Sexes.

## Video musicale
Il video musicale della canzone è stato diretto da Dave Meyers ed è stato girato a Los Angeles.

## Tracce
1. How Low – 3:21